# Frailea knippeliana
Frailea knippeliana là một loài thực vật có hoa trong họ Cactaceae. Loài này được (Quehl) Britton & Rose mô tả khoa học đầu tiên năm 1922.